# Slaget vid Stoke Field
Slaget vid Stoke Field, som ägde rum 16 juni 1487, var det sista slaget under Rosornas krig (som andra menar redan hade tagit slut i och med slaget vid Bosworth Field och Henrik VII:s trontillträde.)
Henrik VII innehade nu tronen, för huset Lancasters räkning och hade vunnit erkännande från den yorkistiska sidan genom äktenskapet med deras arvtagare Elizabeth av York, men hans grepp om makten var inte helt säkert.
Den överlevande manliga person från den yorkiska dynastin som hade störst anspråk på tronen var drottningens kusin, Edvard, earl av Warwick (son till George Plantagenet, hertig av Clarence).  Pojken hölls inspärrad i Towern, men en bedragare vid namn  Lambert Simnel upptäcktes av John de la Pole, 1:e earl av Lincoln.  Lincoln, som tycktes ha enats med Tudorkungen, hade dock egna anspråk på tronen eftersom den siste Plantagenet-kungen, Rikard III, hade utsett honom till tronarvinge. Även om han troligtvis inte var omedveten om Simnels sanna identitet. såg Lincoln en möjlighet till hämnd. Tillsammans med Rikard III:s mest lojale anhängare, lord Lovell, krönte han bedragaren som "Kung Edvard VI" i Dublin och rebellarmén, som bestod av en blandning av  burgundiska legosoldater och oerfarna, illa utrustade män, tågade in i England via Lancashire.
Henriks armé som marscherade mot Newark, mötte rebellerna redan vid floden Trent. Rebellerna var fler än den kungliga armén och de burgundiska legoknektarna var erfarna krigare. De orsakade stora förluster hos kungens trupper, men besegrades.  Lincoln dödades i striden och Lovell drunknade troligtvis i Trent.  Simnel tillfångatogs, men benådades av kungen som en barmhärtighetsgest som inte skadade hans rykte.